# Купель (Хмельницкая область)
Купель (укр. Купіль) — село в Волочисском районе Хмельницкой области Украины.
Население по переписи 2001 года составляло 786 человек, по оценке 2015 года — 720 человек. Почтовый индекс — 31226. Телефонный код — 3845. Занимает площадь 3,99 км². Код КОАТУУ — 6820984001.
Через село протекает река Южный Буг.
В селе родились еврейские поэты и писатели Шимон Гольденберг (1910—1941) и Хаим Бейдер (1920—2003), Герой Советского Союза Цезарь Малиновский (1922—2002). В селе также родился Уильям Хомский (1896—1977), отец лингвиста и философа Ноама Хомского.

## История
Первое документальное историческое упоминание о Купель датируется 1573 годом.
В XVI-XVIII вв. — в составе Речи Посполитой.
С 1793 г. — в составе Российской империи.
В XIX — начале XX в. — местечко Староконстантиновского уезда Волынской губернии.
С 1923 г.— центр еврейского национального сельсовета.
В 1924-1930 гг. — в Войтовецком районе Проскуровского округа, в 1932-1937 гг. — в Волочисском районе Винницкой области, 1937-1945 гг. — Каменец-Подольской области, с 1945 г. — Хмельницкой области.
В 1847 году в Купели жили 1 170 евреев, в 1897 г. — 2 720 (52,8 %), 1923 г. -1 530. Евреи жили в Купели, вероятно, со времен Речи Посполитой.
В конце XVIII в. при поддержке местного помещика С. Вислоцкого в селе была основана еврейская типография (одна из первых в России).
В начале XIX в. в селе было несколько синагог, действовали несколько хедеров. По ходатайству еврейского населения в купели была открыта почтовая станция (упоминается с 1852 г.).
Главным образом, евреи местечка Купель в XIX в. занимались ремёслами: были портными, швеями, скорняками, бондарями, кузнецами и др.
С 1859 г. раввином в купели был Койфман, в 1880 — х гг. — Лейзер Хариф, в конце XIX в.— Йосель-Лейб Глейзер. В 1865 г. в купели было три синагоги, в 1871 году было открыто одноклассное народное училище, в 1907 году — еврейская школа.
В 1910-х гг. предприниматели Гольдберг, Вейгман, Маргулис, Каплан и Шварцман арендовали паровые мельницы.
Зубным врачом в Купели работал Мендель Янкелевич Стружа.
1914 евреям принадлежало три аптеки, трактир, 47 лавок (в том числе все 11 мануфактурных, все 21 бакалейные и др.); среди евреев был один скотопромышленник. В купели действовала сионистская организация.
В 1793-1923 гг. городок Купель — административный центр Купельской волости Староконстантиновского уезда Волынской губернии. В состав волости входили следующие населенные пункты: городок Купель, села — Богдановна, Клинини, Кушнировка, Кржачки (Кущевка), Левковцы, Рябовка, Слободка Нурчина (Нучина), Холодец, Чернява (Чернявка).
В 1923-1924 гг. городок купель — центр новосозданного Войтовецкого района.
До 1944 года в пределах Купеля существовало две административно-территориальные единицы — Купельский сельский совет и Купельский местечковый совет. С 1924 года и до сих пор Купель — центр Купельского сельского совета, которому подчинено также село Гайдайки.
Село стало свидетелем украинско-советской войны. 1 июня 1919 года в районе села Купель происходили кровавые бои между Таращанским полком Красной армии и 10-м полком серожупанников Армии Украинской Народной Республики. В тот же день украинцы были оттеснены большевиками на Запад. Семнадцать украинцев попали в плен к красным. Под вечер красноармейцы казнили военнопленных в селе холодец, на берегу местного пруда. Крестьяне собрали изуродованные тела бойцов и похоронили на сельском кладбище. 24 августа 1919 года командир 10-го полка серожупанников Анатолий Костик, в числе других бойцов, посетил село. Над могилой поставили деревянный крест, отправили панихиду, военной Сальвой отдали дань уважения павшим.

## Улицы Купеля
- О. Жилина-главная улица;
- И. Хахерина (Черноостровская);
- Ц. Малиновского;
- П. Теодоровича;
- Ю. Гагарина;
- О. Кшивинской;
- Победы;
- Садовая;
- Полевая;
- Набережная.

## Объекты культурно-образовательной, социальной и производственной инфраструктуры
- Церковь Архистратига Михаила УПЦ;
- Купельская общеобразовательная школа I-III ступеней;
- Детское дошкольное учреждение " зернышко»;
- Купельский сельский Дом культуры;
- Купельская сельская библиотека;
- Потребительское общество «Купільське»;
- Купельская участковая больница;
- Купельская ветеринарная участковая больница;
- Купельское отделения районных электросетей
- Отделение связи " Укртелеком»
- Отделение " Укрпочты»
- Отделение " Ощадбанка»

Функционируют более 5 объектов торговли и 4 заведения питания, производственный отдел сельскохозяйственного предприятия. Действуют местные фермерские хозяйства.

## Достопримечательности, памятники истории и культуры села Купель
1. Костел Успения Пресвятой Богородицы, построенный Анной Понятовской в 1847 году. Сейчас это Свято-Михайловская церковь УПЦ МП;
2. Семейная усыпальница (часовня) Чилинских, вторая половина XIX века (польское кладбище);
3. Братская Могила Воинов-Освободителей с. Купель. В частности здесь покоятся герои Советского Союза Александр Иванович Жилин и Илья Кириллович Хахерин;
4. Еврейское кладбище с памятником на месте уничтожения еврейского населения городка купель в период немецко-советской войны;
5. Польское кладбище;
6. Православное кладбище;
7. Базарная площадь (Базар) — место торговли и проведения ежегодных ярмарок вплоть до 1980-х годов;
8. Остатки дворцового парка на правом берегу Южного Буга (остались лишь одиночные каштаны). Купельчане называют это место Каштаны или Под Каштанами;
9. Жилые и административные дома довоенного периода (сильно изменены и перестроены).

Не сохранились или были разрушены
1. Церковь Святого Архистратига Михаила, построенная в 1884-1888 годах при содействии прихожан, священника Иоанна Яновского и архитектора Николая Юргенса
2. Свято-Троицкая деревянная "кладбищенская" церковь
3. Еврейская синагога
4. Дворец Чилинских
5. Застройка центра городка, разрушенная в период Второй мировой войны.

## Местный совет
31226, Хмельницкая обл., Волочисский р-н, с. Купель